# Neuf Mois (film, 1976)
Pour les articles homonymes, voir Neuf Mois.
Pour plus de détails, voir Fiche technique et Distribution.
Neuf Mois (titre original: Kilenc hónap) est un film hongrois réalisé en 1976 par Márta Mészáros.

## Synopsis
Juli est employée dans une briqueterie. Elle a interrompu ses études afin de pouvoir élever seule son enfant. Elle continue néanmoins de préparer le soir un examen. Elle entretient une liaison avec son contremaître, János. Lorsqu'elle est enceinte, János accepte de l'épouser, mais lui impose son autorité. Elle le quitte pour ces raisons-là. Elle préfère accoucher seule : peu importe le prix qu'elle paiera, l'essentiel est qu'elle puisse conserver son autonomie.

## Fiche technique
- Titre original : Kilenc hónap
- Titre français : Neuf Mois
- Réalisation : Márta Mészáros
- Scénario : Gyula Hernádi, Ildiko Kórody, M. Mészáros.
- Photographie : János Kende, eastmancolor
- Musique : György Kovács
- Montage : Éva Kármentõ
- Décors : Tamás Banovich, Ferenc Schöffer
- Costumes : Judit Schäffer
- Sociétés de production : Hungarofilm/Hunnia Filmstúdió
- Durée : 88 minutes
- Pays de production :  Hongrie
- Année de réalisation : 1976
- Genre : Drame psychologique

## Distribution
- Lili Monori : Juli Kovács
- Jan Nowicki : János Bognár
- Djoko Rosic : István Hajnóczi
- Katalin Berek : la mère de Juli
- Gyöngyvér Vigh

## Récompense
- Prix FIPRESCI au Festival de Cannes 1977